# Fernand Guillou
Fernand Guillou, född 16 januari 1926 i Montoire-sur-le-Loir, död oktober 2009, var en fransk basketspelare.
Guillou blev olympisk silvermedaljör i basket vid sommarspelen 1948 i London.